# 台中駅 (台湾高速鉄道)
台中駅（たいちゅうえき）は、台湾台中市烏日区にある台湾高速鉄道の駅。

## 利用可能な路線
- 台湾高速鉄道
- 台湾鉄路管理局
  - 台中線（新烏日駅）
- 台中捷運
  - 緑線 高鉄台中駅

## 歴史
- 2002年5月27日 - 起工
- 2006年10月24日 - 駅舎完工[1]。
- 2007年1月5日 - 仮営業を開始[2]。
- 2007年3月2日 - 正式開業[3]。

## 駅構造
- 島式ホーム2面6線の高架駅である。ホームは、地上3階にある。
- 駅舎は華業工程顧問(HOY Engineering)が設計し、日本の大成建設や台湾の大陸工程（中国語版）、中鼎工程、東元電機、鐘鼎工程、台安電機などのJVが施工した。総床面積は51,973平方メートル
- 駅舎は高速鉄道線と交差している台中線・新烏日駅とつながっており、屋外に出なくても相互の駅の乗り換えが出来るようになっている。地上2階は高速鉄道に乗るための改札があり、その周辺にはコンビニやカフェ、レストラン等の沢山の商業施設が営業している。また、地上1階はバスターミナルとなっている。

### 駅階層
| 地上 三階 | 1A番線     | →■台湾高速鉄道 左営方面へ（彰化駅）→         |
| 地上 三階 | 島式ホーム |                                              |
| 地上 三階 | 1B番線     | →■台湾高速鉄道 左営方面へ（彰化駅）→         |
| 地上 三階 | 通過線     | →■台湾高速鉄道 南下通過列車 左営方面へ→      |
| 地上 三階 | 通過線     | ←■台湾高速鉄道 北上通過列車 台北・南港方面へ |
| 地上 三階 | 2A番線     | ←■台湾高速鉄道 台北・南港方面へ（苗栗駅）    |
| 地上 三階 | 島式ホーム |                                              |
| 地上 三階 | 2B番線     | ←■台湾高速鉄道 台北・南港方面へ（苗栗駅）    |

| 地上 二階 | ホール コンコース | 、エスカレーター、改札口、トイレ、AED、Wi-fi、待合スペース、育児室 チケットカウンター、自動券売機、案内カウンター、トラベルデスク ファミリーマート、セブンイレブン、スターバックス、モスバーガー、マクドナルド、大戸屋 ヤマザキパン、サブウェイ、丸亀製麺、ロイヤルホスト、ミスタードーナツ、台鉄弁当 売店、トイレ、鉄道警察、ムスリム向け祈祷室 |
| 地上 二階 | ホール コンコース | 新烏日駅連絡通路 |

| 地上 | 出入口 | 出入口、バス乗り場、タクシー乗り場、駐車場 |

## 利用状況
当路線全駅中で台北に次ぐ利用があり、年度別乗降人員は以下の通り。
| 年   |            |            |            |       |         |         |
| 年   | 年間       | 年間       | 年間       | 年間  | 1日平均 | 1日平均 |
| 年   | 乗車       | 降車       | 計         | 出典  | 乗車    | 乗降    |
| ---- | ---------- | ---------- | ---------- | ----- | ------- | ------- |
| 2007 | 2,663,913  | 2,579,634  | 5,243,547  | [ 5 ] | 7,379   | 14,525  |
| 2008 | 5,376,343  | 5,334,439  | 10,710,782 | [ 5 ] | 14,689  | 29,264  |
| 2009 | 5,598,956  | 5,578,114  | 11,177,070 | [ 5 ] | 15,339  | 30,622  |
| 2010 | 6,551,948  | 6,487,397  | 13,039,345 | [ 5 ] | 17,950  | 35,724  |
| 2011 | 7,488,066  | 7,423,118  | 14,911,184 | [ 5 ] | 20,515  | 40,852  |
| 2012 | 8,213,044  | 8,135,674  | 16,348,718 | [ 5 ] | 22,440  | 44,668  |
| 2013 | 8,817,710  | 8,727,074  | 17,544,784 | [ 5 ] | 24,158  | 48,068  |
| 2014 | 9,041,009  | 8,951,044  | 17,992,143 | [ 5 ] | 24,770  | 49,293  |
| 2015 | 9,483,663  | 9,396,024  | 18,879,687 | [ 5 ] | 25,983  | 51,725  |
| 2016 | 9,861,980  | 9,784,669  | 19,646,649 | [ 5 ] | 27,019  | 53,826  |
| 2017 | 10,542,063 | 10,429,504 | 20,971,567 | [ 5 ] | 28,882  | 57,456  |
| 2018 | 11,112,909 | 11,001,709 | 22,114,618 | [ 5 ] | 30,446  | 60,588  |
| 2019 | 11,604,259 | 11,492,823 | 23,097,082 | [ 5 ] | 31,792  | 63,280  |
| 2020 | 9,496,055  | 9,427,100  | 18,923,155 | [ 5 ] | 25,946  | 51,703  |
| 2021 | 7,299,665  | 7,238,159  | 14,537,824 | [ 5 ] | 19,999  | 39,830  |
| 2022 | 9,021,383  | 8,971,894  | 17,993,277 | [ 5 ] | 24,716  | 49,297  |
| 2023 | 12,411,022 | 12,402,997 | 24,814,019 | [ 5 ] | 34,003  | 67,984  |

## バス路線
- 高鉄快捷専車（台湾高速鉄道利用者は無料）
  - 159（統聯客運）：台中公園行（そごう・中国医薬大学経由）
- 空港リムジンバス
  - A1（捷順交通（中国語版））：国立台湾美術館 - 台中国際空港
- 台中市轄バス（市公車）
  - 台中客運（中国語版）：26、33、69、70、82、93、101、102、156
  - 豊原客運（中国語版）：153副
  - 全航客運（中国語版）：158
  - 巨業交通（中国語版）：166
  - 統聯客運：3、85
  - 彰化客運（中国語版）：99
  - 中台湾客運（中国語版）：125、151、151副、155
  - 中鹿客運（中国語版）：655（嶺東科技大学 - 彩虹眷村 - 新烏日駅/高鐵台中駅 - 高美湿地 - 梧妻観光漁港）
  - 和欣客運：160 僑光科技大学行（和欣朝馬站経由）、161 中部科学工業園区行（朝馬・東海大学経由）
- 中距離バス（公路客運）
  - 彰化客運ほか聯営：6883
- 南投、竹山方面
  - 統聯客運：1657
  - 台中客運：6188
  - 南投客運（中国語版）：6670
- 彰化、二林、西港、鹿港方面
  - 員林客運（中国語版）：台中－西港、台中－王功
  - 彰化客運：6933、6936、6937
- 員林、北港、西螺方面
  - 員林客運：台中－西螺

## 駅周辺
- 省道快速公路台74線 高鉄台中インターチェンジ
- 一般省道台1乙線
- 建国路高架道路
- 大肚渓
- 筏子渓（中国語版）
- 大台中国際会展中心（中国語版）
- 烏日林新医院（中国語版）

## 隣の駅
台湾高速鉄路
■台湾高速鉄道
苗栗駅 - 台中駅 - 彰化駅

### 註釈
1. ↑  2016年は営業日数365日で算出（2016年7月8日、台風1号（ニパルタック）の影響で終日運休[4]。）